# Ropaži
Ropaži è un comune della Lettonia appartenente alla regione storica della Livonia di 6.832 abitanti (dati 2009).

## Località
Il comune è stato istituito nel 2005 ed è formato dalle seguenti località:
- Ropaži
- Zaķumuiža
- Silakrogs
- Mucenieki
- Tumšupe
- Kākciems
- Augšciems